# Zuidoost-Duits voetbalkampioenschap 1908/09
In 1908/09 werd het derde voetbalkampioenschap gespeeld dat georganiseerd werd door de Zuidoost-Duitse voetbalbond. De kampioen plaatste zich voor de eindronde om de Duitse landstitel. Alemannia Cottbus werd kampioen en werd in de eindronde uitgeschakeld door SC Erfurt 1895.
Hoewel er dit jaar voor het eerst een competitie plaatsvond in Posen mocht de kampioen hiervan nog niet aan de eindronde deelnemen.

## Deelnemers aan de eindronde
| Club                 | Gekwalificeerd als         |
| -------------------- | -------------------------- |
| VfR 1897 Breslau     | Kampioen van Breslau       |
| SC Alemannia Cottbus | Kampioen van Neder-Lausitz |
| ATV Liegnitz         | Kampioen van Neder-Silezië |
| FC Preußen Kattowitz | Kampioen van Opper-Silezië |

## Eindronde

### Halve finale
|               |                      |       |                  |         |
| 14 maart 1909 | SC Alemannia Cottbus | 4 - 2 | VfR 1897 Breslau | Cottbus |
| 14 maart 1909 |                      |       |                  | Cottbus |

|               |                      |       |              |         |
| 28 maart 1909 | FC Preußen Kattowitz | 4 - 2 | ATV Liegnitz | Breslau |
| 28 maart 1909 |                      |       |              | Breslau |

### Finale
|              |                      |       |                      |         |
| 4 april 1909 | SC Alemannia Cottbus | 3 - 2 | FC Preußen Kattowitz | Breslau |
| 4 april 1909 |                      |       |                      | Breslau |